# Ikeda (Gifu)
Pour les articles homonymes, voir Ikeda.
Ikeda (池田町, Ikeda-chō) est un bourg du district d'Ibi, dans la préfecture de Gifu, au Japon.

## Géographie

### Démographie
Au 1er mai 2014, la population d'Ikeda s'élevait à 24 711 habitants répartis sur une superficie de 38,79 km2.